# 吉日嘎郎吐镇
吉日嘎郎吐镇，是中华人民共和国内蒙古自治区通辽市开鲁县下辖的一个行政建制镇。原为吉日嘎郎吐苏木。

## 行政区划
吉日嘎郎吐镇下辖以下地区：
吉日嘎郎吐嘎查、巴仁仓嘎查、新艾力嘎查、永丰村、四合福村、孟家屯村、福厚村、新风村、辽富村、保合村、保发村、路北营子村、保安村、哈日虎硕村、敖包筒嘎查和保安林场。